# Clemens Kuratle
Clemens Kuratle (* 26. März 1991 in Bern) ist ein Schweizer Jazzmusiker (Schlagzeug, Komposition).

## Werdegang
Kuratle begann mit sechs Jahren, Schlagzeug zu lernen. 2010 zog er nach Luzern, um an der dortigen Jazzschule bei Gerry Hemingway, Pierre Favre und Norbert Pfammatter zu studieren. Parallel dazu erhielt er Klavierunterricht bei Andy Herrmann und Roberto Domeniconi; zudem studierte er ein Semester Komposition bei Daniel Glaus und Isabel Mundry. Im Sommer 2015 schloss Kuratle seinen Master of Performance ab.

## Wirken
2014 gründete Kuratle sein Quintett Murmullo mit John Voirol (Tenorsaxophon), Florian Weiss / Andreas Tschopp (Posaune), Franz Hellmüller (Gitarre), Rafael Jerjen (Bass). 2018 wurde Voirol von Jonathan Maag ersetzt. Über das Debütalbum «Murmullo» schrieb Tom Gsteiger in der Schweizer Tageszeitung «Der Bund»: „Clemens Kuratle fügt dem helvetischen Independent-Jazz eine weitere sehr aufregende Facette hinzu. […] Keine kopflastige Konzeptkunst, sondern progressive und vielschichtige Jazz-Nummern, die der Improvisation den ihr gebührenden Freiraum zur Verfügung stellen!“
Murmullos zweites Album, Lies, erschien 2020 auf Kuratles eigenem Label antidrò records. Das Album fand international Beachtung, beispielsweise in belgischen und tschechischen Web-Magazinen sowie in einem Feature im britischen SomethingElse. Dort schrieb Sammy Stein (BBC Radio): „Kuratles Inspiration ist breit gefächert und reicht von den Trommlern Burundis über indonesische Gamelan- und Gnawa-Musik aus Marokko bis hin zu Frauenchören aus Bulgarien. […] Das resultierende Album zeigt Clemens Kuratle als sensiblen Komponisten, als Arrangeur mit Sinn für Dynamik und als jemanden, der die Talente der jungen Musiker zu nutzen weiß. […] Gut aufeinander abgestimmt und gekonnt geführt, bilden sie ein formidables Ensemble.“
Kuratle ist zudem Gründungsmitglied des Quartetts der Harfenistin Julie Campiche mit Bassist Manu Hagmann und Saxophonist Leo Fumagilli. Zum Repertoire der Band trägt er auch Kompositionen bei. Zwei Alben (zuletzt 2022 You Matter bei Yellowbird/Enja) wurden europaweit mit guten Kritiken bedacht. Mit dem Julie Campiche Quartet und Murmullo spielte Kuratle Tourneen und einzelne Auftritte in diversen europäischen Ländern, darunter bei den Jazzfestivals von London, Montreux, Cheltenham und Schaffhausen, dem 12 Points Festival Dublin, Hafensommer Würzburg und dem Unerhört-Festival in Zürich.
Eine Auftragsproduktion der Jazzwerkstatt Bern gab Kuratle 2019 Mittel und Möglichkeiten zur Gründung des britisch-irisch-schweizerischen Quintetts Ydivide mit dem Pianisten Elliot Galvin, dem Saxophonisten Dee Byrne, dem Gitarristen Chris Guilfoyle und dem Bassisten Lukas Traxel. Im August 2022 erschien deren Debütalbum «Lumumba» bei Intakt Records und fand viel Beachtung in internationalen Medien. Im britischen Magazin Jazzwise war zu lesen: „Kuratle beeindruckt durch seine Kompositionen und Arrangements, und seine treibende Schlagzeug-Arbeit befeuert ein vielseitiges junges britisch-schweizerisches Quintett, […] das kohärent von abstrakten kollektiven Dialogen zu einem strukturierteren Lyrismus wechselt.“.
Weiterhin spielt Kuratle regelmässig mit Nicole Johänntgen und dem mexikanischen Saxophonisten Gerry Lopez; seit 2016 ist er Mitglied der Neofolk-Band «Moes Anthill», bei der er auch als Arrangeur wirkt. Ferner arbeitet er live mit dem Elektropop-Musiker Guy Mandon aus Basel und als frei improvisierendes Duo mit dem Autor und Performance-Künstler Emanuel Bundi. Im Dezember 2020 produzierten Bundi und er mit der Violinistin Laura Schuler das Hörspiel «Miniature» für die Reihe «Zähmestah» des SRF.
Von 2014 bis 2019 engagierte sich Kuratle als Kurator und Ko-Organisator des Jazzfestivals Die Letzten Tage in Bern. Seit 2020 wirkt er zudem als Dozent an der Hochschule Luzern.

## Preise und Auszeichnungen
2019 war «Murmullo» als eine von sechs Bands für den Schweizer ZKB Jazzpreis nominiert.

## Diskographische Hinweise
- Clemens Kuratle Murmullo: Murmullo (QFTF, 2016), mit John Voirol (ts), Florian Weiss (tb), Franz Hellmüller (g), Rafael Jerjen (b)
- Julie Campiche Quartet: Onkalo (Meta Records, 2020), mit Julie Campiche (harp), Leo Fumagalli (sax, FX), Manu Hagman (b, FX)
- Gerry Lopez Quartet: The Sound of Frida (2020)
- Clemens Kuratle Murmullo: Lies (Antidrò Records, 2020), mit Jonathan Maag, Florian Weiss, Franz Hellmüller, Rafael Jerjen
- Julie Campiche Quartet: You Matter (Enja/Yellowbird, 2022)
- Clemens Kuratle Ydivide: Lumumba (Intakt Records, 2022)
- Luca Lo Bianco Quartet: Human Plots (Gleam Records, 2023)